# Щуренко Тетяна Олександрівна
Тетя́на Щуре́нко (* 1976) — українська легкоатлетка, майстер спорту України міжнародного класу.

## З життєпису
Учасниця Літніх Олімпійських ігор-2004.
За два місяці до Ігор встановила особистий рекорд — стрибнула на 14,22 метри.